# 極東ロシア

極東連邦管区 (赤色の部分)

極東ロシア（きょくとうロシア、英語: Russian Far East、ロシア語: ロシア語: Дальний Восток России、IPA: [ˈdalʲnʲɪj vɐˈstok rɐˈsʲii]）は、ロシア連邦の内、極東に分類される地域を表す用語である。東シベリアのバイカル湖から太平洋に接する地域までの範囲が含まれる。ロシアの広域行政区画である極東連邦管区はこの地域全体を含み、西はシベリア連邦管区と接している。極東ロシアの大部分が、極北およびそれに相当する地域に属する。

極北地域
極北に相当する地域

## 定義

### ロシア
ロシアでは、この地方は通常単に「極東」 (ロシア語: Дальний Восток) として言及される事が多く、国際的な意味での極東との混同を避けるために「極東ロシア」という用語が生み出された。国際的な意味での極東は、ロシアでは通常アジア太平洋地域 (ロシア語: Азиатско-тихоокеанский регион、略称: АТР)、もしくは東アジア (ロシア語: Восточная Азия)として言及される事が多い。

## 地理的特徴
- ベエンチメ・サラーチン・クレーター（英語版）
- クリュチェフスカヤ山
- 千島海溝

## 歴史
ロシア帝国は1647年にオホーツクの設立を以て太平洋岸に到達し、19世紀に極東ロシアを支配下に収めた。沿海州は1856年にロシア帝国の独立した行政区画として設立され、ハバロフスクに行政の中心が置かれた。
「極東」という名称は20世紀前半には既に存在していたが、年代によりその定義は少しずつ異なる。
- 1920年-1922年: 極東共和国には、ザバイカル、アムール州、沿海州、カムチャツカ州とサハリン北部が含まれていた。
- 1922年-1926年: 極東州にはアムール州、ザバイカル、カムチャツカ州が含まれていた。
- 1926年-1938年: 極東地方には現代の沿海地方とハバロフスク地方が含まれていた。

2000年まで、極東ロシアは公式に定められた境界の定義がなかった。ウラル山脈以東のロシアの地方に関しては、単一の用語である「シベリアと極東」 (Сибирь и Дальний Восток) が使用されることが多く、「シベリア」と「極東」に明確な境界は設けられていなかった。
2000年、ロシアの連邦構成主体はより大きな連邦管区を創設することを決定、極東連邦管区が設立された。この極東連邦管区はアムール州、チュクチ自治管区、ユダヤ自治州、カムチャツカ州、コリャーク管区、ハバロフスク地方、マガダン州、沿海地方、サハ共和国、サハリン州から成り立っていた。2000年以降、ロシアにおいて「極東」という用語は次第に極東連邦管区を指す用語として用いられることが増えているが、依然として「極東」は曖昧さを残したまま使用されていることも多い。
連邦管区の境界が定まったことで、極東は620万 km2以上、ロシア全体の面積の3分の1以上の面積を持つ地域となった。

### ロシア帝国時代
1900年代前半のロシアは太平洋地域において、海上貿易とともに海軍が駐留できるような不凍港を強く求めていた。当時一番新しく開港された太平洋岸の港ウラジオストクは夏の間しか港として機能していなかったが、満洲の旅順港は一年中機能していた。日清戦争後1903年に日本とロシア帝国政府の交渉が失敗に終わると、日本は朝鮮やその隣接地域の権益を守るため戦争を選んだ。一方、ロシアは戦争を政府の抑圧や複数のゼネラル・ストライキの余波で起きていた愛国決起集会による民衆の不満をそらすための手段として見ていた。日本は1904年2月8日に宣戦布告を行ったが、日本が宣戦布告を行う3時間前にロシア帝国政府はその情報を受けており、大日本帝国海軍は旅順港でロシア帝国海軍極東部隊と戦闘に入った。8日後ロシアは日本に宣戦布告を行った。
日露戦争は1905年9月に日本の勝利をもって終結し、旅順港は陥落、日本が支配権を確立していた朝鮮半島と中国東北部へのロシアの侵攻は失敗に終わった。また、日本は朝鮮を経由して沿海地方へと侵攻するという脅威をロシアに与えた。ポーツマス条約が後に発効し、日本とロシアの双方が満洲から撤退しその支配権を中国に返すことで同意したが、日本は同時に遼東半島の租借権を手にし (旅順港と大連港を含む)、満洲南部にロシアが展開していた満洲鉄道も手にした。日本はさらにサハリン (樺太) の南半分もロシアから獲得した。ロシアは朝鮮への侵攻の恐怖と日本の軍隊による朝鮮人ゲリラの追放により沿海地方の人口の大多数を占めるようになった朝鮮人に対し、土地を没収するよう圧力をかけることとなった。

### ソビエト連邦時代
1937年から1939年までの間、ヨシフ・スターリン指導下にあったソビエト連邦は、朝鮮人が日本のスパイとして活動することを恐れ、200,000人以上の朝鮮人をウズベキスタンやカザフスタンへと追放した。約100,000人の朝鮮人が強制移住させられる列車の途上で飢餓、病気、寒さで亡くなった。多くの集団の指導者に対して粛清が行われ、高麗人は強制移住以降の15年間中央アジアの外へ旅行することを禁止された。高麗人は朝鮮語を使用することも禁止され、コリョマルとロシア語の使用が普及するにつれて朝鮮語の使用頻度も次第に下がっていった。

#### 日ソ国境紛争
日ソ国境紛争はソビエト連邦と日本の間で1938年から1945年まで続いた国境紛争である。
満洲国と朝鮮の支配権を確立した後の日本はソビエト連邦の領土に軍事的な関心を再び持つようになった。日本とソビエト連邦の間の紛争は満洲の境界付近で度々起きた。最初の衝突は沿海地方で起きた。張鼓峰事件は満洲国がソビエト連邦が自国領と主張する地域に対して軍事的な侵攻を試みるものであった。この侵攻はソビエト連邦が北京条約においてロシア帝国と清が交わした国境策定に関して認識を誤っているという日本の考え方から行われたものであった。沿海地方は残る国境紛争のすべてが満洲国内で起きたにもかかわらず、常に日本の侵攻を脅威に感じていた。弱体化した日本がその支配領域を満洲国、蒙古聯合自治政府、南サハリンとしたことで、この紛争は第二次世界大戦前に短期間で終了した。

#### 第二次世界大戦
沿海地方は第二次世界大戦においてソビエト連邦と日本双方の戦略的要衝となり、ソビエト連邦と連合国は朝鮮を経由して日本へと侵攻する上で鍵になる土地であると考えたため境界上での衝突は頻繁に起きた。1941年から1945年まで、日本はロシア東部への大規模侵攻を始める上でこの地を鍵となる場所とみなし、日本とソビエト連邦の軍隊は境界上で激しい衝突を繰り返したほか沿海地方や満洲国内部でも戦闘が起きた。沿海地方は第二次世界大戦時、連合軍が日本に到達するための朝鮮への侵攻計画を立案するソビエト連邦の太平洋司令部が置かれていた。
1945年8月にソビエト連邦は対日参戦をし、満洲と朝鮮北部と南樺太と千島列島を占領した。満洲と内蒙古は中国に返還され、旅順と大連については日本から租借権を引き継いだ後に中国に返還された。

#### 冷戦
1948年10月、ソビエト連邦は沿海地方から朝鮮半島北部 (北緯38度線以北) へと侵攻し、アメリカ合衆国は朝鮮半島南部へと兵を進めた。これにより、ソビエト連邦の影響下にある共産党が建国した北朝鮮と資本主義国家が影響力を持つ韓国が設立された。1950年6月25日、沿海地方から北朝鮮へと訪れたソビエト連邦と中国東北部の軍隊の援助を受け、北朝鮮の軍隊は38度線を超えて侵攻を開始、朝鮮戦争が勃発した。北朝鮮と韓国による停戦合意で終結した戦争後、国境線はおおよそ38度線の付近にまで戻す形で再び策定され、沿海地方は冷戦の期間中ソビエト連邦の安全保障に関して極めて重要な地域となった。
中国とは1969年から中ソ国境紛争が勃発して国境線が確定していなかったが、1991年から中国と国境を画定する動きが出てきて、2004年までに国境線が確定した。
ウラジオストクは1974年に戦略兵器制限交渉の開催地となった。当時、ソビエト連邦とアメリカ合衆国は様々な核兵器システムに量的制限をかけることを決定し、ICBMランチャーの建設を中止した。ウラジオストクと沿海地方のその他の都市は太平洋艦隊基地のため、その後すぐに閉鎖都市となった。

## 人口
ヨーロッパロシアから遠く、気候が厳しい極東で主にロシア人の定住者を増やすことは、経済開発と軍事の両面で重要な課題であり続けている。1906年、ロシア帝国首相に就任したピョートル・ストルイピンは、極東に移住する農民に1人当たり15haの土地を無償提供する制度を導入した。1914年までに約353万人が極東へ移住し、西部に戻った102万人を除いて残留した。
ロシア帝国を引き継いで極東開発を重視したソ連が崩壊した1991年時点で806万人いた人口は、ロシア連邦初期の経済低迷や社会的混乱で激減した。
2002年全ロシア国勢調査によると、極東連邦管区の人口は6,692,865人である。
この人口の大部分が南部地域に集中している。極東ロシアの広範囲に渡って670万人の人々が1km2当り約1人の地域に居住しており、極東ロシアは世界でも有数の人口密度の低い地域となっている。極東ロシアの人口はソビエト連邦崩壊後急速に減少しており、これはロシア連邦成立後も変わっていない。極東ロシアの人口は過去15年で14%減少した。2016年の調査によると人口は約620万人。
民族的にロシア人とウクライナ人がこの地域の主要民族となっている。
極東ロシアの人口の75%が都市圏に集中している。以下に極東ロシアの大規模都市を記す（人口はすべて2020年現在の数字）。
- ウラジオストク（人口606,561人）
- ハバロフスク（人口616,372人）
- コムソモリスク・ナ・アムーレ（人口244,724人）
- ブラゴヴェシチェンスク（人口226,385人）
- ヤクーツク（人口322,987人）
- ペトロパブロフスク・カムチャツキー（人口179,586人）
- ユジノサハリンスク（人口200,636人）
- ナホトカ（人口147,468人）
- ウスリースク（人口173,165人）

### 民族
伝統的に極東ロシアを居住地としてきた民族には以下のものがある。(言語グループによる分類)
- テュルク諸語：サハ人
- モンゴル語族：ブリヤート人
- エスキモー・アレウト語族：アレウト族、ユピック
- チュクチ・カムチャツカ語族：チュクチ、コリャーク人、アリュートル、ケレク人、イテリメン族
- ツングース系：エヴェンキ、エヴェン、ナナイ、オロチ、ウリチ、ウデヘ、ウィルタ
- その他: ユカギール人、ニヴフ、アイヌ

## 政策

### 極東1ヘクタール法
前述のような極東の人口減少問題への対策として、極東1ヘクタール法が2016年5月より施行された。極東移住を促すロシア政府の東方重視政策の一つである。同法ではロシア国民に対し1ヘクタールの無償土地を支給する。2017年2月までは極東の国民のみ申請できる。2月以降、全ロシア人が申請可能となった。極東1ヘクタール法では5年間の土地利用を条件とし、条件を満たせば6年目から利用者の所有地となる。土地の利用目的は農業用地、商業用地、宿泊施設、工場など決まりはなく、土地を利用する事を第一条件としている。2017年2月からはインターネットでの申請を受け付け、利用者が増加した。
ロシア政府は100万人の申込者数を目標としているが、2018年初めまでの申請は約11万人、実際の土地を貸与されたのは約3万6000人にとどまっている。不便で開墾に不向きな土地が多いほか、ネネツ人など先住民族による狩猟との摩擦、遺跡破壊といった問題も起きている。

### 年金
極東ロシアにおける年金支給額は月およそ2万ルーブル（約4万円 = 2023年5月上旬時点）であり、年金受給者の経済事情は安楽なものではないとされる。